# Cosmiocryptus violaceipennis
Cosmiocryptus violaceipennis là một loài tò vò trong họ Ichneumonidae.